# Acmaturris
Acmaturris é um gênero de gastrópodes pertencente a família Mangeliidae.

## Espécies
- Acmaturris ampla McLean & Poorman, 1971
- Acmaturris brisis Woodring, 1928
- †Acmaturris comparata Woodring, 1928
- Acmaturris pelicanus Garcia, 2008
- †Acmaturris scalida Woodring 1928

Espécies trazidas para a sinonímia
- Acmaturris annaclaireleeae García, 2008: sinônimo de Pyrgocythara annaclaireleeae (García, 2008)
- Acmaturris metria (Dall, 1903): sinônimo de Vitricythara metria (Dall, 1903)
- Acmaturris vatovai Nordsieck, 1971: sinônimo de Kurtziella serga (Dall, 1881)